# Clásica de Almería 2011
De Clásica de Almería 2011 werd verreden op zondag 27 februari en maakte deel uit van de UCI Europe Tour 2011. De wedstrijd met start en finish in Almería werd gewonnen door de Italiaan Matteo Pelucchi. Het was de 24e editie van deze Spaanse wielerkoers. Er bereikten 96 renners de eindstreep.

## Uitslag
| Plaats  | Naam                | Ploeg                        | Tijd     |
| ------- | ------------------- | ---------------------------- | -------- |
| Winnaar | Matteo Pelucchi     | Geox-TMC                     | 4u22'56" |
| 2       | José Joaquín Rojas  | Team Movistar                | z.t.     |
| 3       | Pim Ligthart        | Vacansoleil-DCM              | z.t.     |
| 4       | Christophe Laborie  | Saur-Sojasun                 | z.t.     |
| 5       | Bartłomiej Matysiak | CCC Polsat Polkowice         | z.t      |
| 6       | Aitor Galdós        | Caja Rural                   | z.t.     |
| 7       | Diego Milan Jimenez | Caja Rural                   | z.t.     |
| 8       | Robert Förster      | Unitedhealthcare Pro Cycling | z.t.     |
| 9       | Michał Gołaś        | Vacansoleil-DCM              | z.t.     |
| 10      | Juan José Lobato    | Andalucía-Caja Granada       | z.t.     |
|         |                     |                              |          |
| 14      | Jan Bakelants       | Omega Pharma-Lotto           | z.t.     |

Mannen: 1988 · 1989 · 1990 · 1991 · 1992 · 1993 · 1994 · 1995 · 1996 · 1997 · 1998 · 1999 · 2000 · 2001 · 2002 · 2003 · 2004 · 2005 · 2006 · 2007 · 2008 · 2009 · 2010 · 2011 · 2012 · 2013 · 2014 · 2015 · 2016 · 2017 · 2018 · 2019 · 2020 · 2021 · 2022 · 2023 · 2024 · 2025
Vrouwen: 2023 · 2024 · 2025